# Ardisia saligna
Ardisia saligna  (лат.) — вид двудольных растений рода Ардизия (Ardisia) семейства Первоцветные (Primulaceae). Впервые описан немецким ботаниками Карлом Кристианом Мецом в 1902 году.

## Распространение и среда обитания
Эндемик Филиппин, известный с островов Лусон и Полильо.
Растёт в лесах на высоте около 300 м.

## Ботаническое описание
Ветви голые.
Листья заострённые.
Цветки собраны в соцветие-зонтик. Цветки с яйцевидными чашелистиками, лепестки пятнистые.